# Obras maestras del terror
 Obras maestras del terror  es una película de Argentina, basada en la  serie de televisión emitida por Canal 7 entre 1959 y 1960. Dirigida por Enrique Carreras sobre un guion de Narciso Ibáñez Serrador, según los cuentos La verdad sobre el caso del señor Valdemar, El barril del amontillado y El corazón delator, de Edgar Allan Poe, con adaptación de Rodolfo Manuel Taboada, fue estrenada el 28 de julio de 1960. Sus protagonistas fueron Narciso Ibáñez Menta, Lilian Valmar, Osvaldo Pacheco, Carlos Estrada e Inés Moreno. Horacio Pisani colaboró en las caracterizaciones. En Estados Unidos se exhibieron los dos primeros episodios con el título Master of Horror.
Carlos Estrada demandó a la productora pidiendo que se dejara de exhibir el filme porque según su contrato su nombre debía anteceder a los títulos y ningún otro podía superarlo en tamaño. 

## Sinopsis
En la soledad de una noche tormentosa, una mucama lee un libro con los siguientes relatos: 
- Un médico hipnotiza a un enfermo terminal retrasando su muerte en el episodio La verdad sobre el caso del señor Valdemar.
- Un hombre ahoga en un tonel de vino a su mujer infiel y empareda al amante de esta, en el episodio El tonel de amontillado.
- Un asesino cree oír hasta la locura, el latido del corazón del perverso relojero que mató, en el episodio El corazón delator.

## Reparto
- Mercedes Carreras …Isabel, la mucama

El caso del señor Valdemar
- Narciso Ibáñez Menta …Dr. Eckstrom
- Lilian Valmar …Lucía
- Osvaldo Pacheco …Enrique Valdemar
- Manuel Alcón
- Adolfo Linvel …Dr. McCormick
- Jesús Pampín …Director del manicomio
- Luis Orbegoso …Acosador de Lucía
- Gilberto Peyret …Médico 1
- Armando Lopardo …Médico 2
- Luis Sorel …Mucamo
- Alfonso Estela
- Julio Derito
- Roberto Germán
- Rafael Diserio

El tonel de amontillado
- Narciso Ibáñez Menta …Sr. Jacques Samivet
- Carlos Estrada …Maurice Fralpont
- Inés Moreno …Teresa
- Francisco Cárdenas …Alcalde
- Miguel Paparelli …Sacerdote

El corazón delator
- Narciso Ibáñez Menta …M.J. Thorbor
- Narciso Ibáñez Serrador …Sidney
- Silvia Montanari …Muchacha en relojería
- Elisa Ladow …Mujer en relojería
- Alberto Barcel …Inspector
- Mario García …Tommy
- Graciela Ibarreta …Niña en relojería

## Comentarios
El Heraldo del Cinematografista dijo:

”Es de lejos la mejor película de Carreras, que nunca antes había logrado tal equilibrio en la dirección…ha aprovechado el rico material novelesco de que dispuso, así como la capacidad de quienes trabajaron con él en la realización…ha sabido dar coherencia, honestidad e interés a tres relatos difíciles.”

Por su parte Manrupe y Portela escriben:

”De cuando Carreras se adelantó a Roger Corman. El resultado es un film sombrío, pero con más de Ibáñez Menta – Ibáñez Serrador que del director.”